# Russian Mission
Russian Mission est une localité d'Alaska aux États-Unis dans la région de recensement de Kusilvak. En 2010, il y avait 312 habitants.

## Situation - climat
Elle est située sur la rive ouest du fleuve Yukon dans le delta du Yukon-Kuskokwim, à 25 milles (40 km) au sud-est de Marshall, à 70 milles (113 km) à vol d'oiseau de Bethel et à 376 milles (605 km) d'Anchorage.
Les températures moyennes varient entre −20,2 et −9,9 °C en février et entre 7,1 et 15,9 °C en juillet.

## Histoire
Un comptoir de commerce de fourrures avait été établi là en 1837 par la Russian American Company. Le lieu fut référencé par Lavrenti Zagoskine en 1842 sous le nom eskimo de Ikogmiut. La première mission de l'église russe orthodoxe a été établie là en 1857 par Jacob Netzuetov, elle a été appelée Pokrovskaya Mission et le nom du village a été changé en 1900 pour devenir Russian Mission.
L'économie locale se partage entre les emplois locaux, l'école et la pêche.

## Démographie
| 1880 | 1890 | 1900 | 1920 | 1930 |
| ---- | ---- | ---- | ---- | ---- |
| 148  | 140  | 166  | 90   | 54   |

| 1940 | 1950 | 1960 | 1970 | 1980 |
| ---- | ---- | ---- | ---- | ---- |
| 34   | 55   | 102  | 146  | 169  |

| 1990 | 2000 | 2010 | - | - |
| ---- | ---- | ---- | - | - |
| 246  | 296  | 312  | - | - |

## Source
- (en) Cet article est partiellement ou en totalité issu de l’article de Wikipédia en anglais intitulé « Russian Mission, Alaska » (voir la liste des auteurs).